# Fermín Trueba Pérez
Fermín Trueba Pérez (Sierrapando, Torrelavega, 26 d'agost de 1915 - Madrid, 1 de maig de 2007) va ser un ciclista espanyol, professional entre 1934 i 1946. Rebia familiarment el nom de Mini, sobrenom que li va donar el seu germà Vicente Trueba.
El seu germà Vicente li va augurar sempre un gran futur ciclista i prova d'aquesta confiança van ser les primeres victòries en les primeres proves que va disputar que el van ajudar a fitxar pel BH.
Amb aquest equip participaria en la primera edició de la Volta Ciclista a Espanya el 1935 en la qual va haver de retirar-se després de la quarta etapa a causa d'una caiguda al Portillo de la Sía. Aquell mateix any va ser convidat a participar en el Tour de França amb sol 19 anys, però no va poder anar-hi en estar malalt. A l'any següent va tornar a la Volta a Espanya, on guanyà la 19a etapa entre Vigo i Verín i ser a més 9è en la general i 3r en la classificació de la muntanya.
El 1938 va guanyar el Campionat d'Espanya de ciclisme en ruta per davant de Francisco Goenaga i Francisco Aresti.
El 1941 va fer el seu millor any en la Volta Ciclista a Espanya, obtenint el segon lloc en la classificació general a sols 1' 07" del guanyador, Julián Berrendero. Així mateix, va guanyar la classificació de la muntanya, dues etapes i va dur el mallot de líder des de la quarta etapa fins a la setzena etapa.
Una caiguda el 1945 va condicionar-li el futur i el 1946 es retirà del ciclisme.

## Palmarès
- 1934
  - 1r a la Volta a Àlava
  - 1r a la Pujada a Santo Domingo
- 1935
  - 1r a la Pujada a Arantzazu
- 1936
  - Vencedor d'una etapa de la Volta a Espanya
- 1938
  -  Campió d'Espanya de ciclisme en ruta
  - 1r a la Pujada a Santo Domingo
  - 1r al Circuito Sardinero
- 1939
  - 1r a la Clásica de los Puertos
  - 1r a la Pujada a Santo Domingo
  - Vencedor de 2 etapes del Circuit del Nord
  - Vencedor d'una etapa a la Volta a Catalunya
- 1940
  -  Campió d'Espanya de Muntanya
  - 1r a la Volta a Cantàbria
  - 1r a la Pujada a Arantzazu
  - 1r a la Pujada a Santo Domingo
  - Vencedor de 2 etapes del Circuit del Nord
  - 1r de la classificació de la muntanya a la Volta a Catalunya
- 1941
  -  Campió d'Espanya de Muntanya
  - 1r al Circuit del Nord i vencedor d'una etapa
  - Vencedor de 2 etapes de la Volta a Espanya i 1r de la classificació de la muntanya
  - Vencedor d'una etapa a la Volta a Catalunya i 1r de la classificació de la muntanya
- 1942
  -  Campió d'Espanya de Muntanya
  - 1r a la Pujada al Naranco
  - 1r a la Pujada a Santo Domingo
- 1943
  - 1r al Circuito Castilla-León-Asturias i vencedor de 3 etapes
  - 1r a la Pujada a Santo Domingo
  - Vencedor d'una etapa del Gran Premi Ajuntament de Bilbao
  - Vencedor d'una etapa a la Volta a Catalunya i 1r de la classificació de la muntanya
- 1944
  -  Campió d'Espanya de Muntanya
  - 1r a la Pujada a Arantzazu
  - Vencedor d'una etapa a la Volta a Catalunya i 1r de la classificació de la muntanya
- 1945
  - 1r a la Pujada al Naranco
  - 1r al Circuito Sardinero
  - Vencedor d'una etapa del Circuit del Nord
- 1946
  - 1r a la Pujada al Naranco

### Resultats a la Volta a Espanya
- 1935. Abandona (4a etapa)
- 1936. 9è de la classificació general. Vencedor d'una etapa
- 1941. 2n de la classificació general. Vencedor de 2 etapes. 1r de la classificació de la muntanya
- 1942. Abandona